# قلب کبدی
قلب کبدی (به هندی: Dil Kabaddi) فیلمی محصول سال ۲۰۰۸ و به کارگردانی آنیل شارما است. در این فیلم بازیگرانی همچون عرفان خان، راهول بس، راهول خانا، کونکونا سن شارما، سوها علی خان، پایال روهاتگی، شاینی آهوجا، راحت فتح‌علی خان ایفای نقش کرده‌اند.